# Tkonski zbornik
Tkonski zbornik je zbornik iz 16. stoljeća pisan kurzivnom glagoljicom na 170 listova papira. Pisala su ga dvojica autora, a sastavljen je uz visoku estetsku svijest i široku književnu kulturu. Čuva se u knjižnici HAZU.
Na 95. listu se nalazi važan zapis iz kojeg se vidi kako je 1492. otisnuta treća po redu hrvatska inkunabula imena "Ispovid". Zbornik obiluje prikazanjima, pjesmama, apokrifima, propovijedima i različitim zapisima.

## Poveznice
- Hvalov zbornik